# Gemeentehuis van Chênée

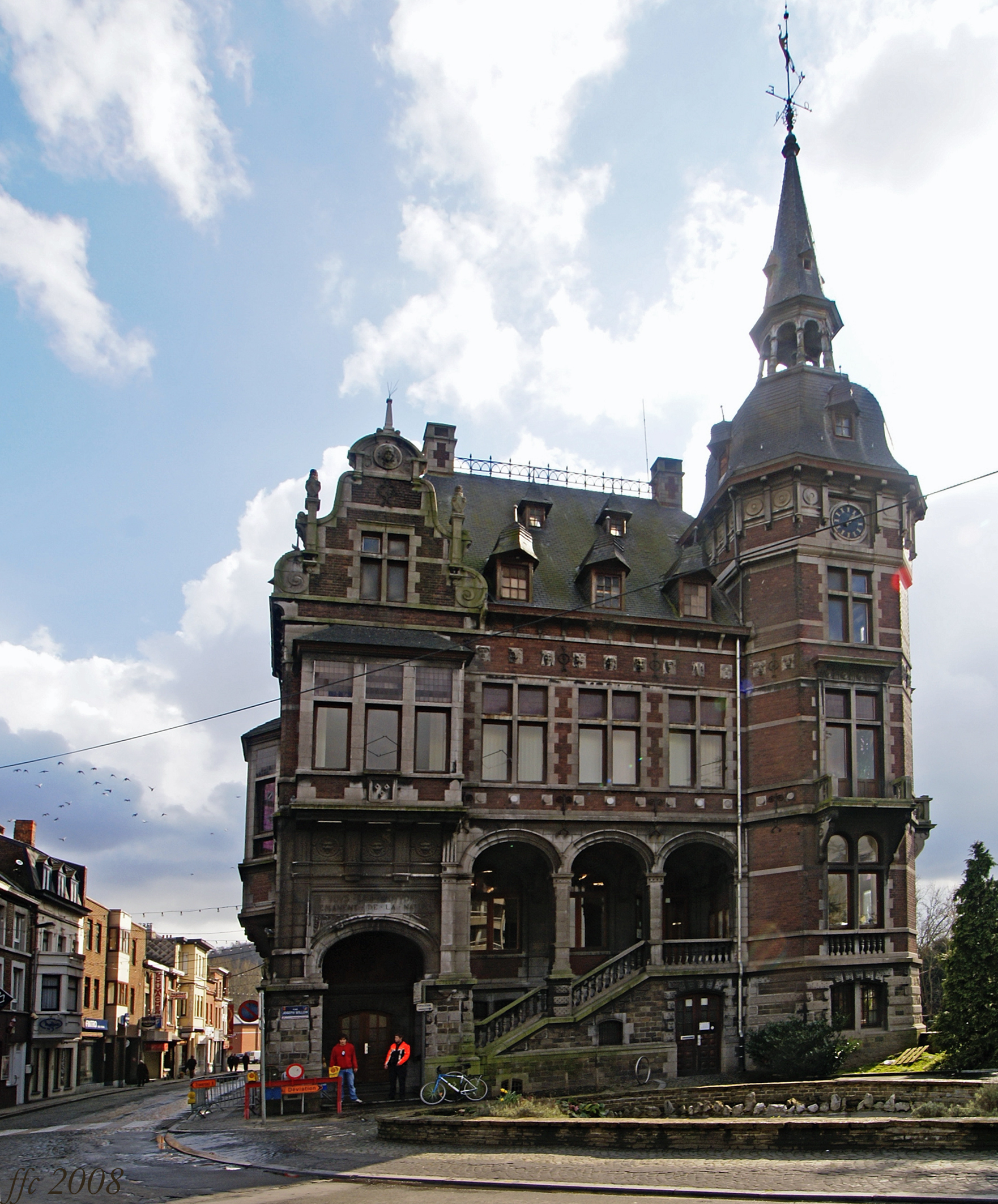
Gemeentehuis van Chênée

Het voormalig gemeentehuis is gelegen in de Luikse deelgemeente Chênée, aan de Rue du Gravier.
Reeds in 1843 werd op deze plaats, tussen de Vesder en de straat, een gemeentehuis gebouwd dat tevens dienst deed als school. In 1903 besloot men een groter gemeentehuis te bouwen, naar ontwerp van Léonard Monseur. Dit in neorenaissancestijl uitgevoerde bouwwerk heeft een zuilengalerij en wordt via een trap betreden. Rechts is een sierlijke toren met uurwerk en een ranke spits, welke een hoogte van 37,5 meter heeft.
Tegenwoordig bevat het gebouw de kantoren van de deelgemeente en een politiepost.